# アロー戦争
アロー戦争（アローせんそう、中: 亞羅號戰爭、英: Arrow War）は、1856年から1860年にかけて、清とイギリス・フランス連合軍との間で起こった戦争である。戦争の理由の一つであった、中国人による多くのイギリス人との衝突のうち、もっとも象徴的な出来事がアロー号事件であったため、日本では「アロー戦争」と呼称される場合が多い。また、アヘン戦争に続きアヘンの密貿易に関連して起きた二度目の戦争であることから第二次アヘン戦争（中: 第二次鴉片戰爭、英: Second Opium War）とも呼ばれる。この戦争で清は再び敗北し、不平等条約である天津条約や北京条約を締結させられ、アヘン輸入の合法化を強いられることになった。

## 背景
1839年9月に武力行使が始まったアヘン戦争の講和条約として、1842年に締結された南京条約の規定により、英国は清国に対し、従来の広東（広州）に加えて、厦門、福州、寧波、上海の計5港を開港させ、それぞれに領事を置くこと、さらには香港の割譲も認めさせた。そして、広東十三行のような特許商人が貿易を独占して徴税請負を行い、外国商人や外国船の保証人となって、それらを強い、統制下に置く、という従来の制度を廃止させた。
また、南京条約締結後約一年の間に結ばれた諸協定により、公正公平な関税率の設定、領事裁判権、最恵国条項、開港五港にそれぞれ軍艦一隻を停泊できる権利などが取り決められた。また清国中央政府は公式には認めていないが、当時の欽差大臣耆英が長江河口以南のアヘン貿易を非公式に黙認した。
南京条約及びその後結ばれた諸協定により、香港に駐在する英国公使兼香港総督に対する中国側の外交の窓口は、広東（広州）にほぼ常駐することとなる広東欽差大臣が担うこととなった。これによって、英国側の清国官吏との接触方法が、アヘン戦争前の公行商人を介在させた間接的な仕組みから大きく改善し、直接接触が可能となった。また開港五港の各英国領事は道（省の下に置かれた行政区分）に置かれた道台（道の長官）と接触することが可能となった。しかし北京に外交使節が常駐することは認められなかった。
またアヘン戦争後、1842年12月には大規模な広州英国商館焼き打ち事件が起こった。この時期からアヘン密売する英国人を対象とした衝突が増える。1846年1月に両広総督耆英と広東巡撫黄恩彤は広州の城壁内へ英国人が入城する権利をいったん認めたが、これに反対する群衆が広州府知府の執務処と住居を焼き打ちしたため英国人入城許可を取消した。1847年3月には広州に近い仏山鎮で英国人6名、米国人1名が住民から投石を受けるという事件が発生した。これを口実として香港から軍艦を派遣して広州港を侵略し英国商館街を占領した。その後も1847年12月には広州から3マイル上流の黄竹岐で英国人男性6名が切り殺されるという事件が起こった。その後再び入城問題について再提起され後任者が交渉を開始するものの清国側の方針が定まらず入城問題は一時棚上げされた。高揚するアヘンを密売するイギリス人への反感と反イギリス運動を取り締まるよう、英国外務大臣パーマストンは北京の清朝政府に抗議した。
1850年代初期の英清関係において外交面と通商面の2つの側面から不都合が浮かび上がってきていた。南京条約の改定交渉も1854年から開始された。
まず外交面では英国の英国公使兼香港総督と広東欽差大臣との交渉では、入城問題を通じて広東欽差大臣と清朝中央政府との意思統一がされず大いに混乱した。英国政府は、清朝中央政府と直接交渉を試みたが、清国中央政府は、外交の窓口は広東欽差大臣であるとしてこれを突きかえした。英国政府にとっては英国人の広州入城権と他の滞在地でのフリーハンド確保をいかに実行するかということが喫緊の課題であったが、広東欽差大臣との交渉は遅々として進まなかったため、英国は北京の清朝朝廷と直接交渉できるような体制を作ることが是非とも必要であると考えるようになった。これは後に北京に常駐外交使節団と常駐公使館の設立を志向することにつながった。
通商面では、現状の大都市から離れた不便な開港五港以外に蘇州や杭州のような便の良い都市を新たに開港すること、汚職が蔓延し機能不全をおこしている担当部署を改革すること、イギリス人に不都合な既存の徴税機構に代わり新たな徴税機構を設けることが、イギリス政府の要求であった。
英国外務大臣パーマストンは、これらの不満を原因として清国に対し再び武力行使を計画し、1851年12月に外務大臣を辞職、1855年1月に首相として政界に復帰した。しかし当初は開戦理由として相応しい開戦理由がなかったため、武力行使の準備だけは十分に整えていつでも武力行使にすぐに踏み切れる体制を整えていた。

## アロー号拿捕事件

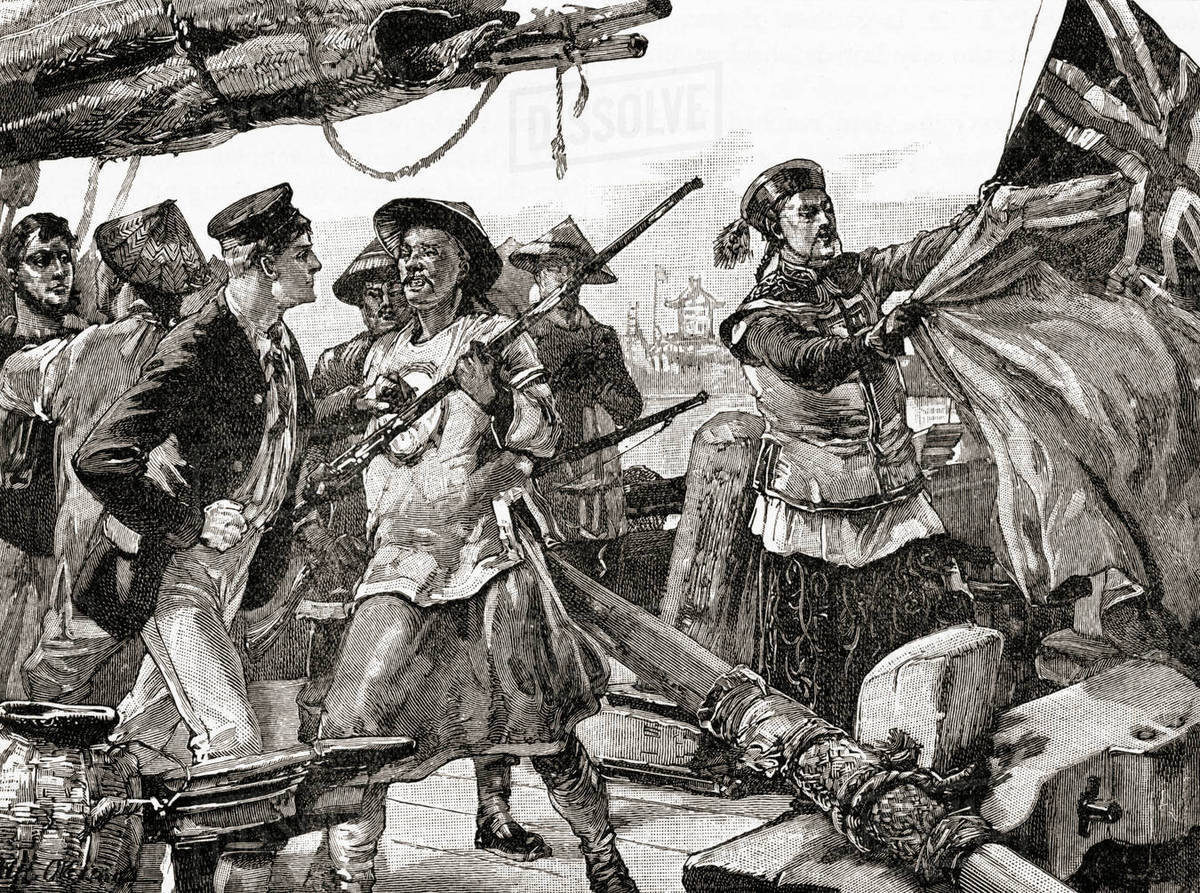
アロー号を拿捕する清国兵

こうした状況下で起きたのがアロー号事件であった。1856年10月8日に清の官憲はイギリス船籍を名乗る中国船アロー号に臨検を行い、清人船員12名を拘束し、そのうち3人を海賊の容疑で逮捕した（残りは抗議で釈放）。これに対し当時の広州領事ハリー・パークスは、清の両広総督・欽差大臣である葉名琛に対してイギリス（香港）船籍の船に対する清国官憲の臨検は不当であると主張し、また逮捕の時に清の官憲がイギリスの国旗を引き摺り下ろした事は、イギリスに対する侮辱だとして抗議した。葉名琛はこれに対して国旗は当時掲げられていなかったと主張したが、パークスは強硬に自説を主張し、交渉は決裂した。実際には、事件当時に既にアロー号の船籍登録は期限を数日過ぎており、アロー号にはイギリスの国旗を掲げる権利は無く、官憲によるアロー号船員の逮捕は全くの合法であった。しかし、清国側の葉名琛も基本的な事実関係の調査を全く行わず、この事実に気がつかなかった。

## 開戦

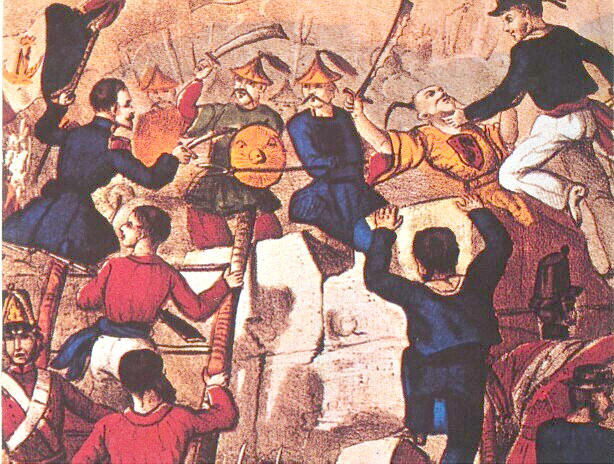
広州に侵入する英仏連合軍

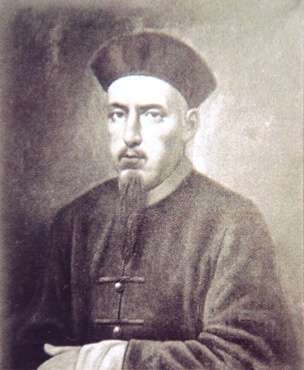
広西省で殺害されたフランス人宣教師、オーギュスト・シャプドレーヌ

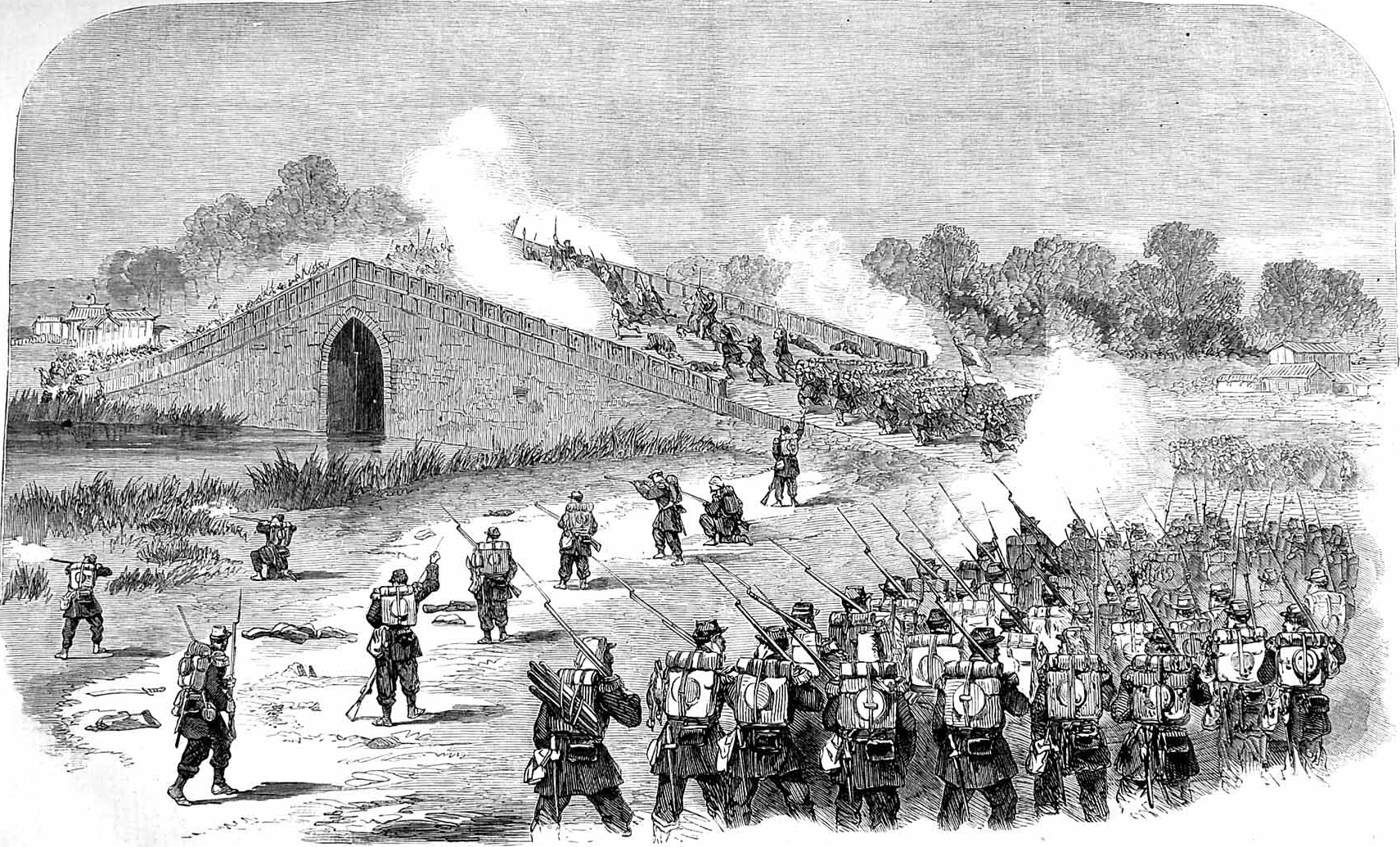
八里橋へ侵攻するフランス軍

パークスの行動を見た清国駐在英国全権使節兼香港総督ジョン・ボーリングは、現地のイギリス海軍を動かして広州付近の砲台を占領させた。これに対して広州の反英運動は頂点に達し、居留地が焼き払われた。
イギリス首相パーマストン子爵は現地の対応を支持し、本国軍の派遣を決定するが、議会の反対により頓挫した。パーマストンはこれに対して解散総選挙を行い、今度は議会の支持を受けて、現地に前カナダ総督の第8代エルギン伯爵兼第12代キンカーディン伯爵ジェイムズ・ブルースを司令官として兵士5,000からなる遠征軍を派遣した。同時にフランスの皇帝ナポレオン3世に共同出兵を求め、フランスはフランス人宣教師のオーギュスト・シャプドレーヌが逮捕され、斬首となったことを理由として出兵した。司令官はグロ男爵であった。
アメリカ・ロシアは、戦争には加わらないものの条約改正には参加すると表明した。
1857年12月29日、英仏連合軍は広州を占領して葉名琛を捕らえた。翌年2月にはイギリス、フランス、ロシア、アメリカの全権大使の連名により北京政府に対して条約改正交渉を求めた。しかし、これに対する清の返答に不満を持った連合軍は再び北上して天津を制圧し、ここで天津条約を結んだ。この条約の内容は公使の北京駐在・キリスト教布教の承認・内地河川の商船の航行の承認・英仏に対する賠償金などである。またこの条約による関税率改定により、アヘンの輸入が公認化された。条約締結を見た連合軍は引き上げた。しかし、連合軍が引き上げた後の北京では天津条約を非難する声が強くなり、この条約内容を変更しようと動いていた。
1859年6月17日、英仏の艦隊は天津条約の批准のために天津の南の白河口に来た。これに対する清の迎接は無く、また白河には遡行を妨げる障害物が配置されていた。これを取り除いている最中に大砲で清軍の攻撃を受けた英仏艦隊はモンゴル人将軍センゲリンチンの軍に敗れて上海へ引き返した。
1860年夏、英仏軍は大艦隊と約1万7千人の兵隊という大軍で再度進軍して清の砲台を占領し、清側との交渉に当たった。しかし、ここでパークスらが清国皇帝の指示によってセンゲリンチンに囚われ、使節団のうち11名が拷問の上で殺害されるという事件が起こったために決裂し、連合軍は北京に迫ったため、狼狽した咸豊帝は熱河に避難した。

## 円明園の略奪と破壊

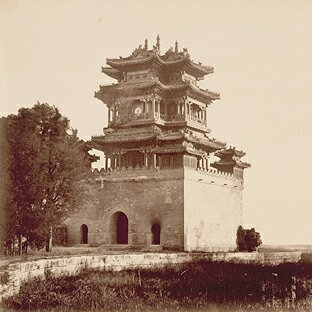
略奪直前の円明園（1860年10月）

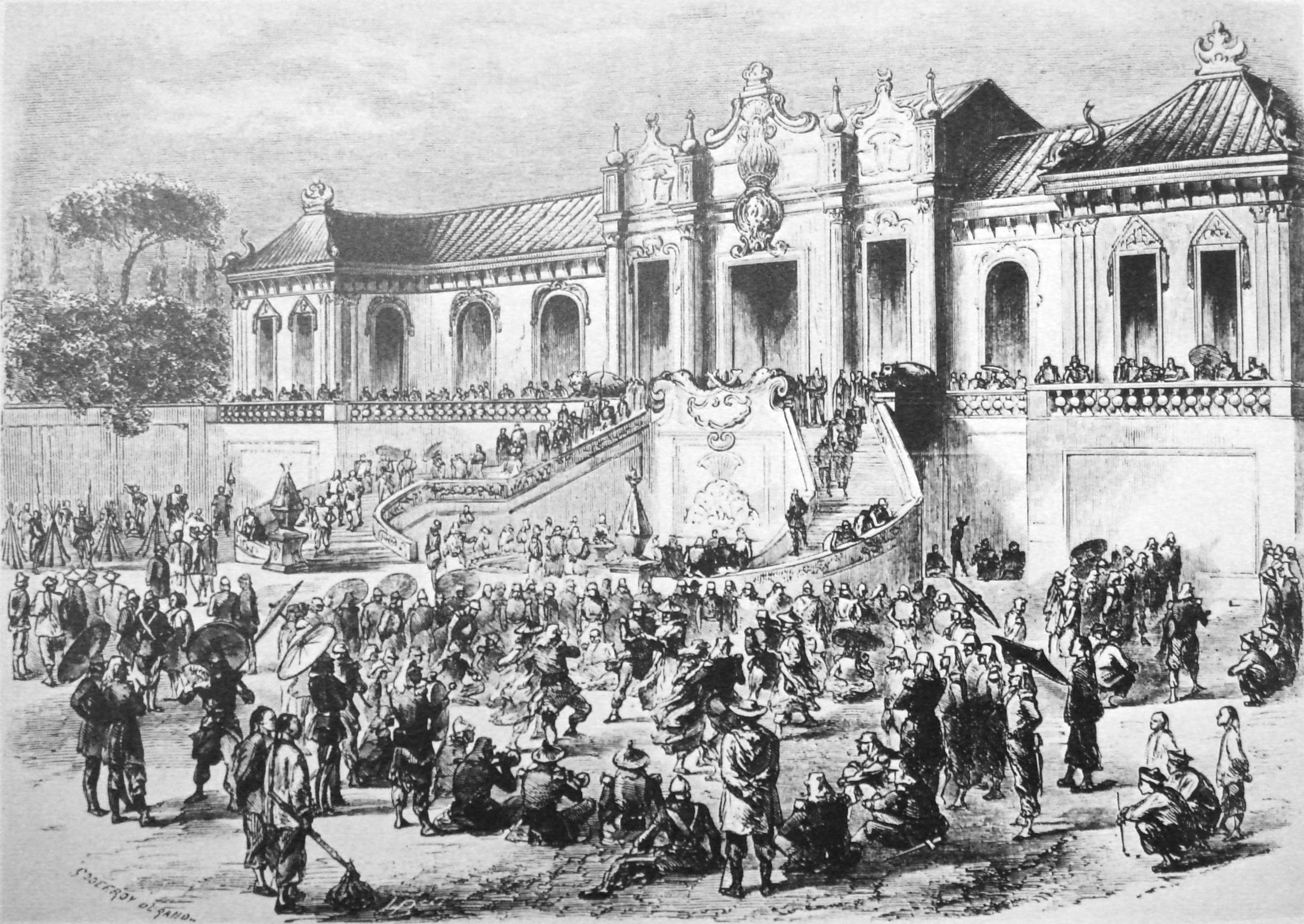
英仏軍の円明園の略奪

10月7日、8日、英仏連合軍、ことに仏軍は円明園で略奪を行った。エルギン伯は7日夕方、円明園から引き上げてすぐに、その有様を「今や廃墟。見た限り、略奪、粉砕が半分もされなかった部屋はひとつもない。仏軍は織物を引き裂き、工芸品を壊して回り、尚且つ略奪した。」等と記している。10月18日、19日、英軍は清朝による捕虜殺害に対する報復として円明園を焼き払った。この時、園内から殺害された使節団の遺体が回収されている。仏軍と英軍は、仏軍による略奪と英軍による焼き払いを、互いに非難し合った。

## 北京条約
1860年、連合軍は北京を占領し、10・11月にロシア公使ニコライ・イグナチェフの調停の下に、英仏遠征軍司令官と恭親王との間に北京条約が締結された。この条約により清は、天津の開港、イギリスに対し九竜半島の割譲、中国人の海外への渡航許可などを認めさせられた。最後の渡航許可というのは中国人労働者を劣悪な条件で移民させる苦力貿易を公認するものである。この条項は労働者移民の公認と、それによる一定の移民保護を目的に入れられたとされる。
更に調停に入ったロシアに対しても、1858年にロシア帝国東シベリア総督ニコライ・ムラヴィヨフ＝アムールスキーが締結したアイグン条約以後の2年間は清露両国の雑居地であった外満洲（現在の沿海州）を、正式に譲る事になった。特に、ロシアが沿海地方に軍港ウラジオストックを建設してロシア太平洋艦隊を常駐させ、シベリア鉄道建設によって大規模な兵の陸送を迅速化させようと計画したため、日露戦争の原因ともなった。その後もロシア革命時のシベリア出兵（1919年）では極東共和国の帰属を巡って日露間で紛争地となった。

## 関連画像

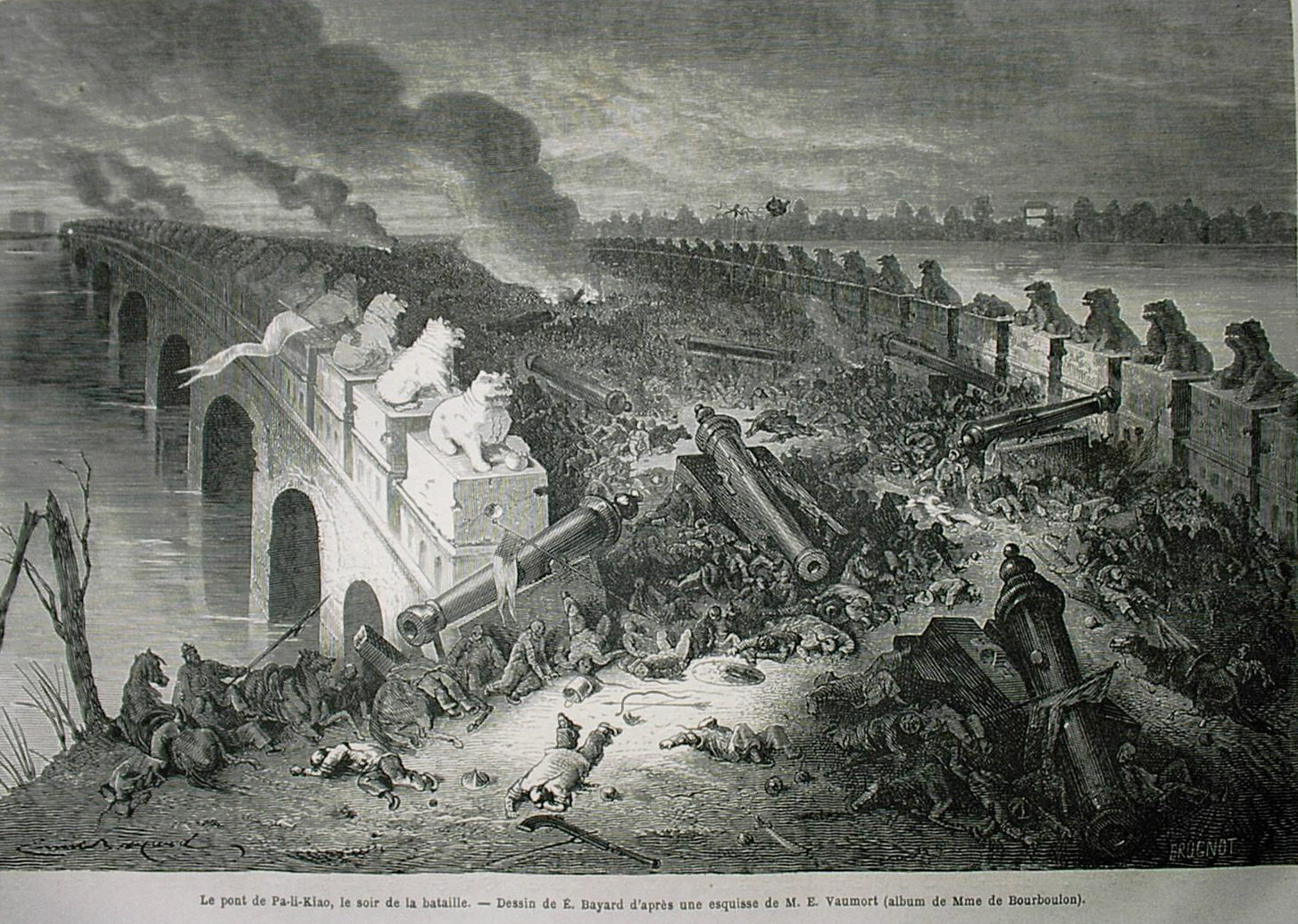
八里橋の戦い
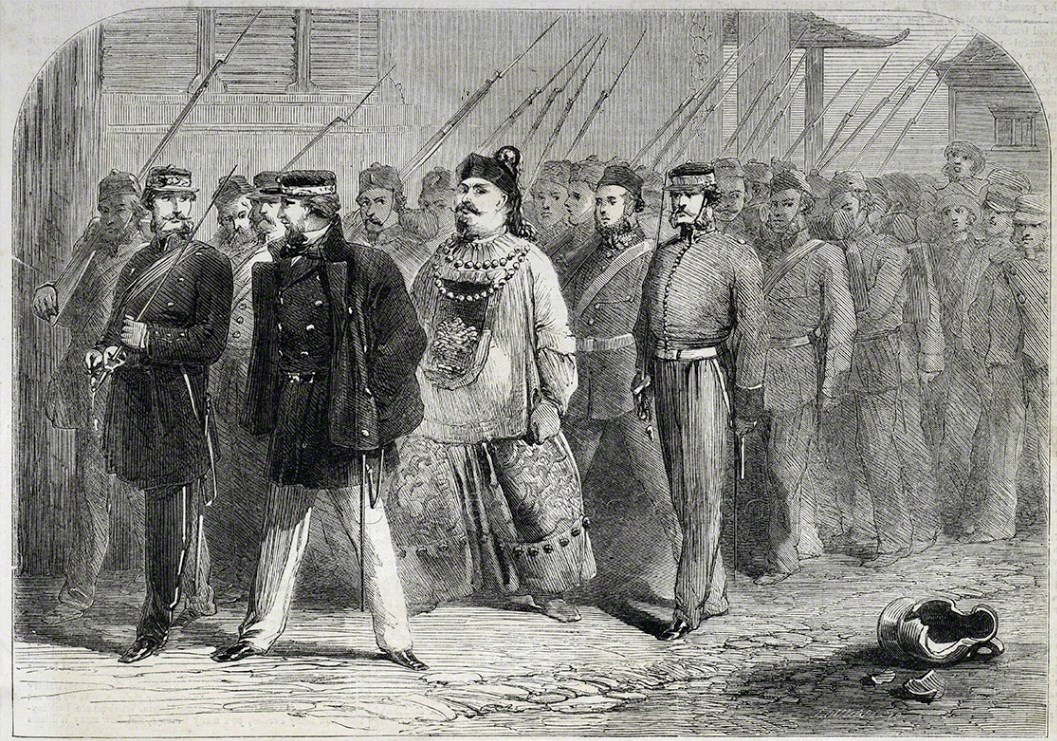
広東陥落後の葉名琛
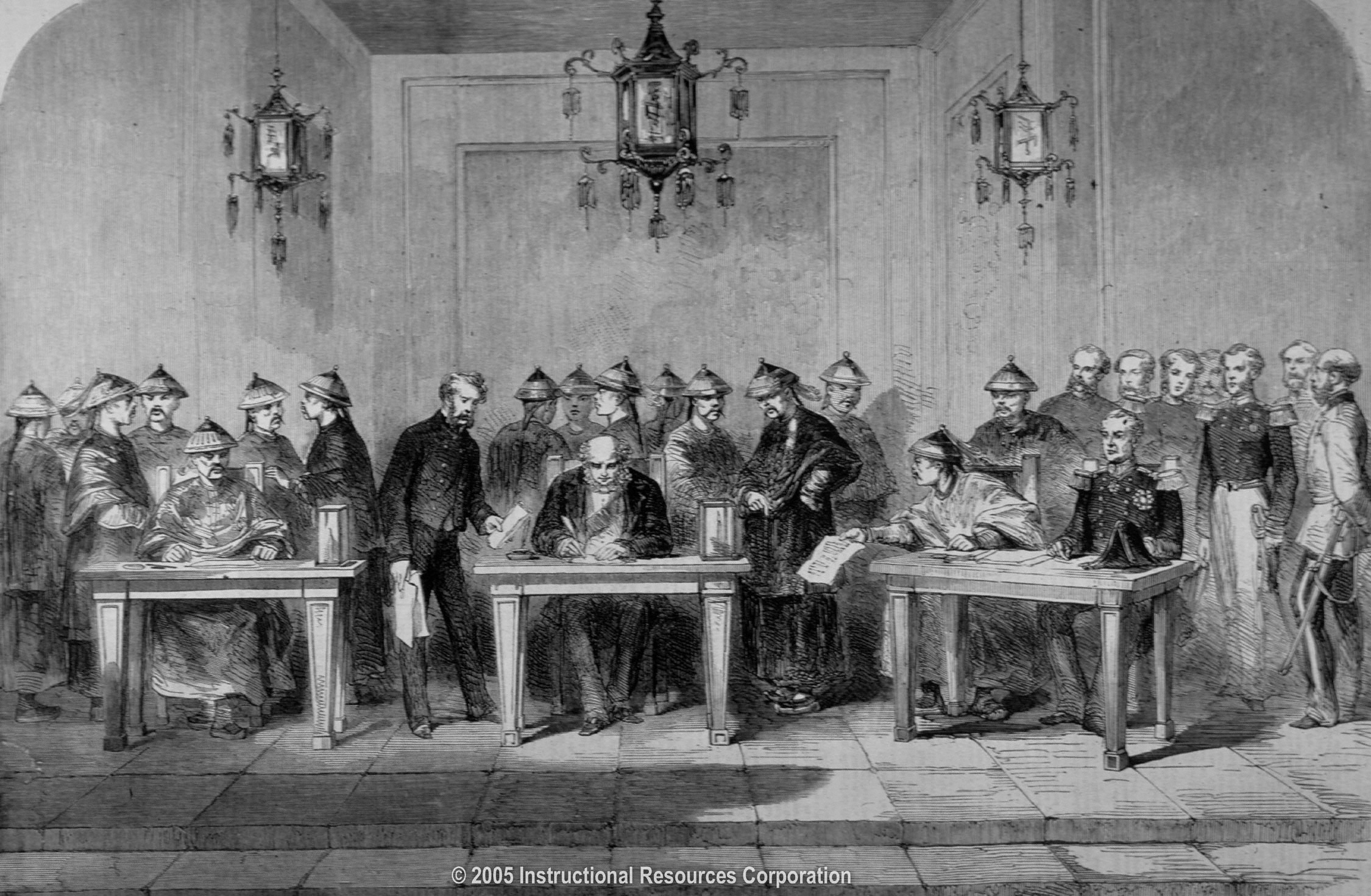
天津条約の締結
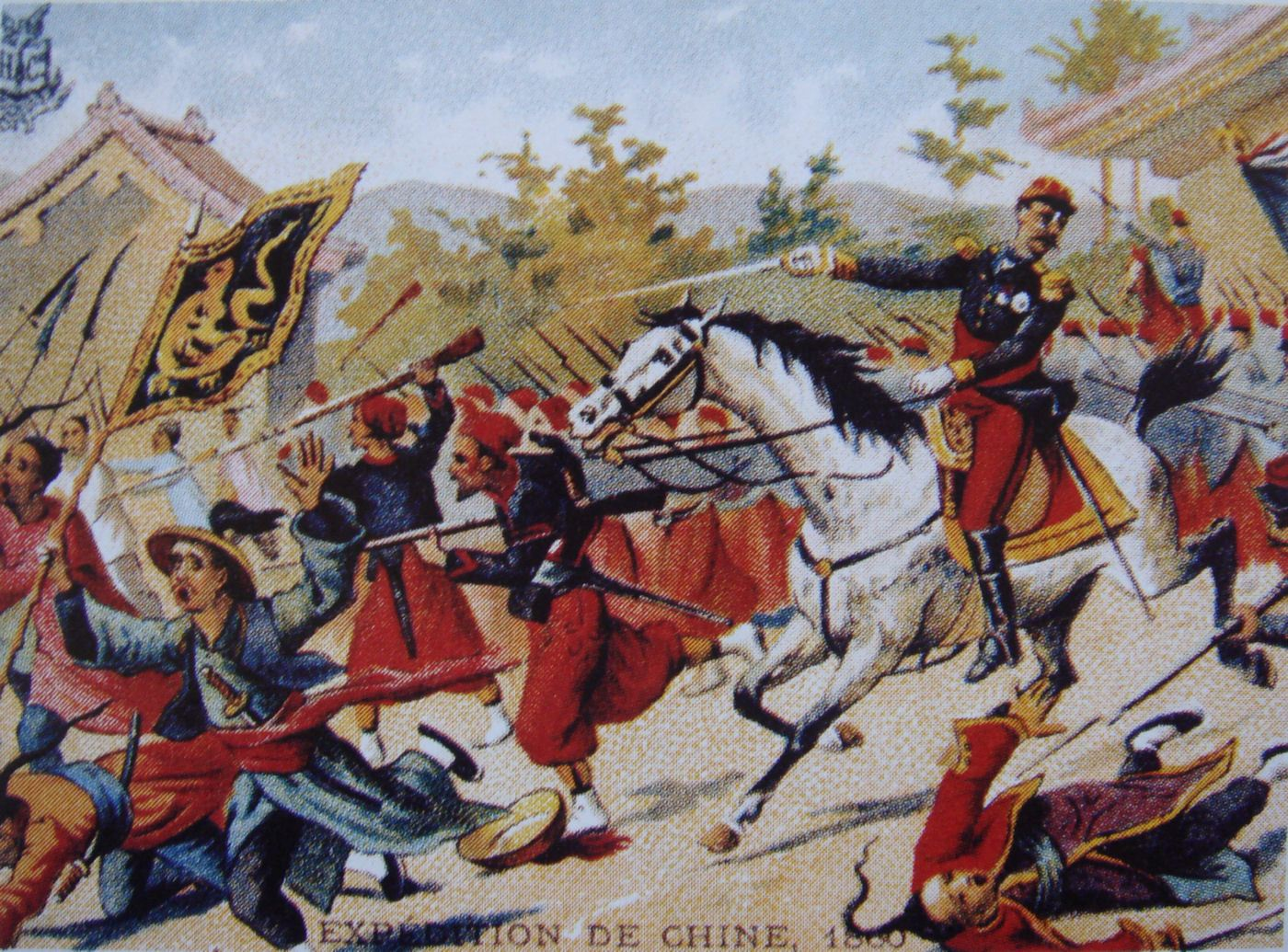
フランス軍総司令官モントバンの指揮（1860年）
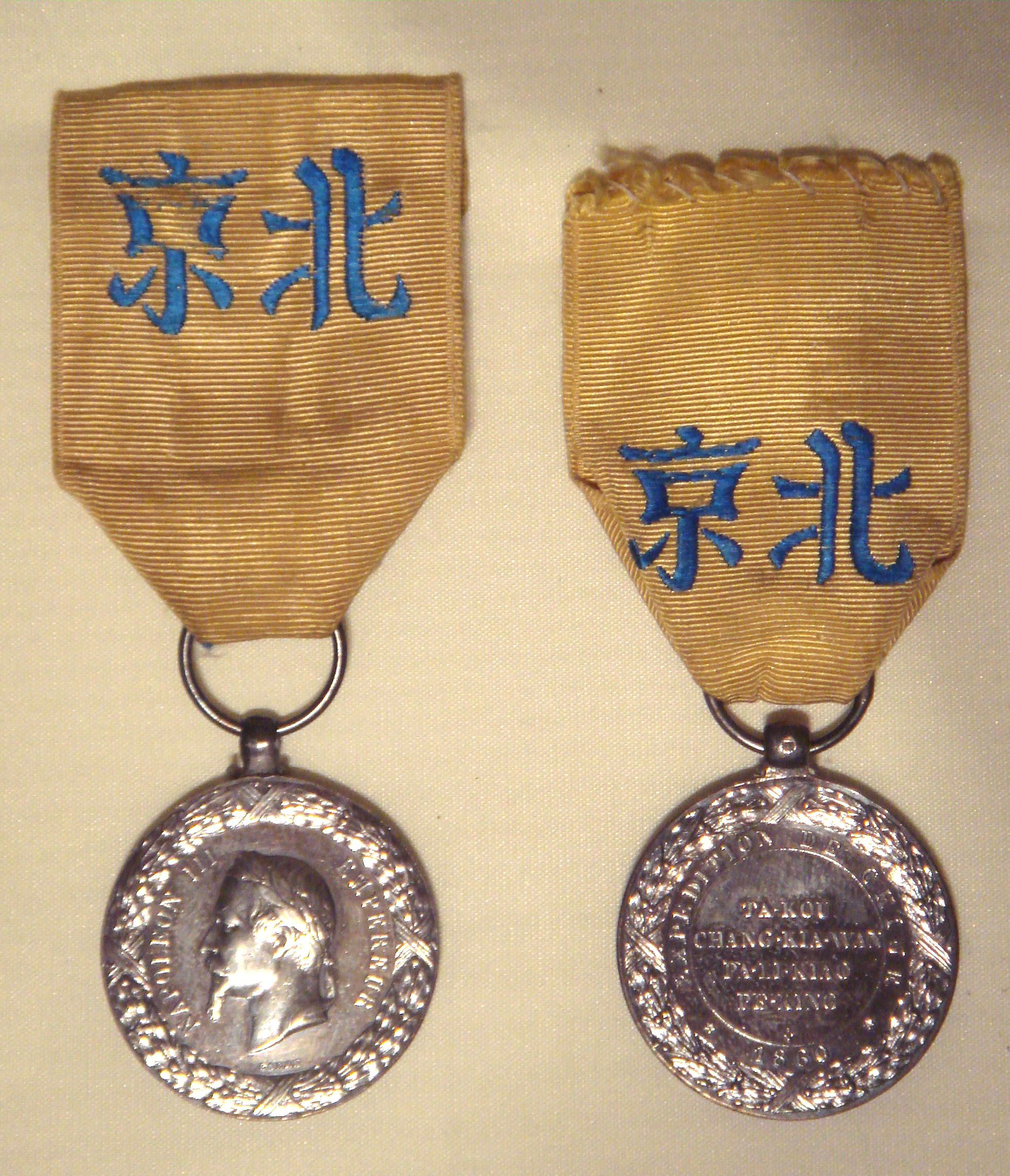
従軍したフランス兵に贈られた中国戦線従軍記念章Médaille_commémorative_de_l'expédition_de_Chine_

## 日本への影響
1856年の夏に、日米和親条約の規定に基づき、アメリカ合衆国の領事であるタウンゼント・ハリスが、伊豆の下田に着任した。ハリスは、日米修好通商条約の締結に当たって、アロー戦争とインド大反乱を引き合いにしつつ、イギリスが日本に出兵する可能性をほのめかして、江戸幕府に圧力をかけた。